# Джерокарне
Джерокарне (італ. Gerocarne, сиц. Girucarni) — муніципалітет в Італії, у регіоні Калабрія, провінція Вібо-Валентія.
Джерокарне розташоване на відстані близько 490 км на південний схід від Рима, 50 км на південний захід від Катандзаро, 15 км на південний схід від Вібо-Валентії.
Населення — 2289 осіб (2014).
Щорічний фестиваль відбувається 20 січня. Покровитель — San Sebastiano.

## Демографія
Населення за роками:

Станом на 1 січня 2023 року в муніципалітеті офіційно проживало 18 іноземців з 8 країн, серед них 9 громадян країн Євросоюзу та 2 громадяни України.

## Сусідні муніципалітети
- Арена
- Даза
- Дінамі
- Франчика
- Мілето
- Серра-Сан-Бруно
- Соріанелло
- Соріано-Калабро
- Спадола
- Стефанаконі